# Annekatrin Thiele
Annekatrin Thiele (ur. 18 października 1984 w Sangerhausen) – niemiecka wioślarka, dwukrotna mistrzyni świata oraz dwukrotna mistrzyni Europy.

## Osiągnięcia
- Igrzyska olimpijskie – Pekin 2008 – dwójka podwójna – 2. miejsce.
- Mistrzostwa świata – Poznań 2009 – czwórka podwójna – 3. miejsce.
- Mistrzostwa Europy – Montemor-o-Velho 2010 – dwójka podwójna – 1. miejsce.
- Mistrzostwa Europy – Sewilla 2013 – czwórka podwójna – 1. miejsce.
- Mistrzostwa świata – Chungju 2013 – czwórka podwójna – 1. miejsce
- Mistrzostwa świata – Amsterdam 2014 – czwórka podwójna – 1. miejsce